# Колін Сміт
Колін Сміт  (англ. Colin Smith, 23 вересня 1983) — британський веслувальник, олімпійський медаліст.

## Виступи на Олімпіадах
| Олімпіада  | Дисципліна                     | Місце |
| ---------- | ------------------------------ | ----- |
| Пекін 2008 | вісімка розстібна зі стерновим | 2     |